# Легенды об Аттиле
Легенды об Аттиле — истории, связанные с вождём гуннов Аттилой.
Бич Божий, как называли Аттилу средневековые писатели, оставил разрушительный след в истории Западной Европы вторжениями в 451 году в Галлию и в 452 году в Северную Италию. Христианская церковь на территории Римской империи в условиях значительного ослабления императорской власти приняла на себя руководящую роль в деле спасения населения (паствы) от гуннов. В ходе гуннских набегов погибло много церковнослужителей, некоторые были канонизированы в лике мучеников. В раннесредневековой агиографической литературе произошла демонизация образа Аттилы. Ему как язычнику отводилась роль варвара-разрушителя, в борьбе с которым прославлялись деяния святых и совершались чудеса на благо укрепления веры.

## Легенды

### Меч Аттилы
Иордан, пересказывая Приска, поведал историю о том, как Аттила стал обладателем так называемого меча Марса (gladius Martis), почитаемого священным у «скифских» народов:

«Некий пастух заметил, что одна телка из его стада хромает, но не находил причины её ранения; озабоченный, он проследил кровавые следы, пока не приблизился к мечу, на который она, пока щипала траву, неосторожно наступила; пастух выкопал меч и тотчас же принес его Аттиле. Тот обрадовался приношению и, будучи без того высокомерным, возомнил, что поставлен владыкою всего мира и что через Марсов меч ему даровано могущество в войнах».

За 900 лет до Приска о священных мечах, перед которыми скифы приносили жертвы, в том числе человеческие, рассказал Геродот.

### Призвание АттилыГонорией

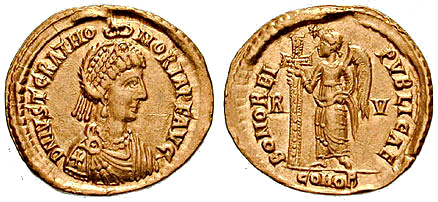
Монета с портретом Гонории. На лицевой стороне надпись: DN IVST GRAT HO-NORIA PF AVG (Domina Nostra Iusta Grata Honoria Pia Felix Augusta) — Наша госпожа Юста Грата Гонория благочестивая благословенная императрица.

По легенде, изложенной византийским историком и дипломатом Приском, сестра римского императора Валентиниана Юста Гонория была замечена в любовной связи с придворным чиновником и насильно выдана замуж за престарелого сенатора. Чтобы избежать замужества, Гонория тайно послала доверенного евнуха к Аттиле с перстнем, деньгами и просьбой о помощи. Используя перстень Гонории как её обязательство стать его женой, Аттила потребовал от Валентиниана выдать сестру и половину владений как часть наследства сестры. Получив отказ, Аттила в отместку сначала атаковал Галлию, а потом в 452 году совершил поход на Италию.
Современники событий, хорошо осведомлённый секретарь римского папы Проспер и испанский епископ Идаций, не упоминают в своих хрониках о какой-либо связи Гонории с Аттилой. Историк О. Менхен-Хельфен посчитал историю полностью выдуманной в Константинополе, но другие исследователи допускают, что легенда могла быть основана на реальных событиях.

### Святая Урсула
Когда гунны проходили Кёльн, они увидели процессию паломниц, среди которых была святая Урсула. Аттила хотел взять её в жены, но ожесточившись её набожностью приказал убить стрелами.

### Святой Луп и Бич Божий
Во время похода на Галлию в 451 году Аттила осадил город Труа. Епископ Труа, святой Луп, вышел к воротам города и спросил у вождя гуннов, кто напал на Труа. Аттила ответил: «Я, Аттила — Бич Божий.» Тогда кроткий епископ с плачем произнёс: «Я Луп, который изнуряет стадо Божье [паству] и нуждается в бичевании Господа.» После этого епископ приказал открыть ворота перед гуннами, которые по воле Бога лишились зрения и прошли через Труа, не заметив жителей и не причинив никому вреда.
Аттила действительно проходил через Труа, отступая от Орлеана. По некоторым сведениям епископ Луп был взят гуннами в заложники и получил свободу после неудачного для гуннов сражения на Каталаунских полях.

### Святая Женевьева
По легенде молитвами святой Женевьевы был спасен Париж, а гунны прошли мимо него, не подвергнув его разорению.

### Встреча папыЛьвас Аттилой

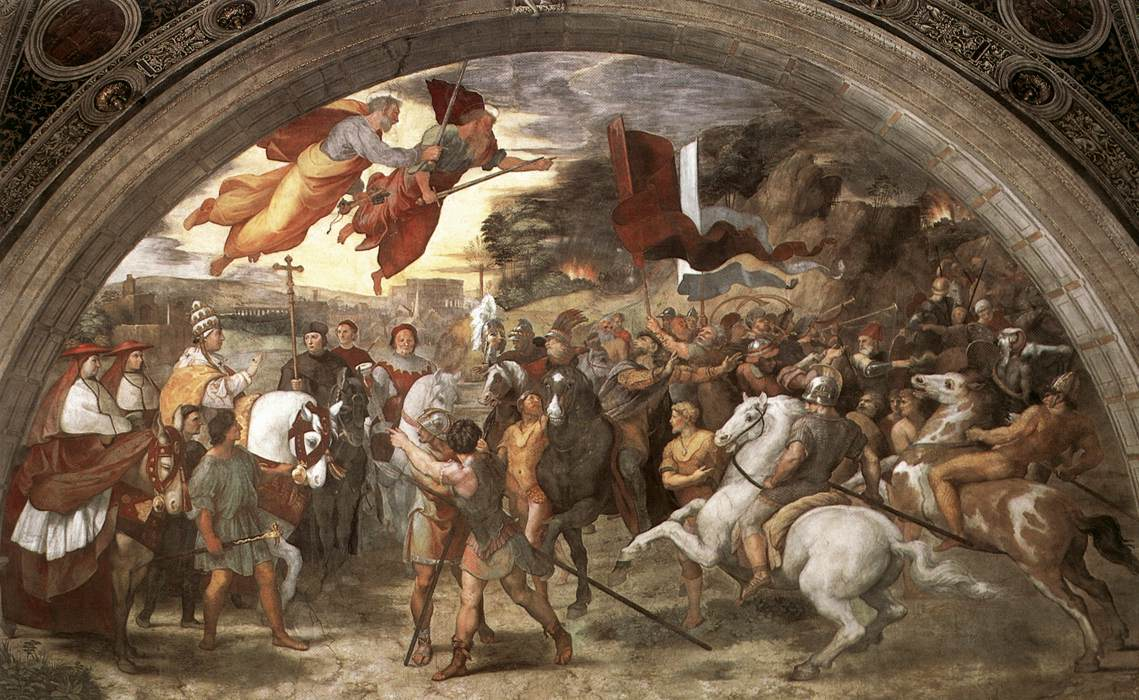
Встреча папы Льва с Аттилой. Фреска Рафаэля в Ватикане (1514 г.)

В 452 году гунны вторглись в Италию, разорив много городов к северу от реки По. Секретарь римского папы Проспер записал в своей хронике, что папа Лев в сопровождении знатных римлян Авиена и Тригетия встретился с вождем гуннов и уговорил его уйти из Италии. По словам Проспера:

«Король [гуннов] принял всю делегацию вежливо и был так польщен присутствием высочайшего священнослужителя, что приказал своим людям остановить враждебные действия и, пообещав мир, возвратился за Дунай».

Встреча папы Льва с Аттилой подтверждается другими источниками, однако исторический факт в агиографической традиции более поздних авторов приобрёл новые детали. Так у Павла Диакона, следующего в своём описании вторжения Аттилы за Иорданом, появляется апостол рядом с папой Львом:

«Говорят, что когда после ухода понтифика приближённые спросили Аттилу, почему он вопреки своему обыкновению оказал такое уважение римскому папе и готов был повиноваться почти всему, что бы тот ни приказал, король ответил, что почтил отнюдь не того, кто приходил, но совсем другого мужа, который, как он видел, стоял рядом с тем в одежде священника и обладал более величественной внешностью и почтенными сединами; обнажив меч, он пригрозил Аттиле смертью, если тот не исполнит всего, о чём просил понтифик».

Убедительные причины ухода Аттилы из Италии изложил в своей хронике современник событий, испанский епископ Идаций. Не упоминая о встрече папы Льва с Аттилой, Идаций сообщил о чуме среди гуннов и успешных боевых действиях византийских войск против гуннов.

### Смерть Аттилы
Если историк Иордан допускает естественную смерть Аттилы, то легенды говорят о том, что его убила молодая жена Кримхильда, мстя за смерть своих родителей.